# ژان-ماری بوناسیو
ژان-ماری بوناسیو (انگلیسی: Jean-Marie Bonnassieux; ۱۸ سپتامبر ۱۸۱۰ – ۳ ژوئن ۱۸۹۲) مجسمه‌ساز اهل فرانسه بود.
وی همچنین برندهٔ جوایزی همچون جایزه بزرگ رم شده‌است.

## زندگی‌نامه
او در ۱۸ سپتامبر ۲۰۱۸ در لیون متولد شد. تحصیلاتش را در دانشسرای عالی ملی هنرهای زیبای پاریس گذراند.
ژان-ماری در ۳ ژوئن ۱۹۸۲ درگذشت و مقبره وی در گورستان مون‌پارناس، پاریس است.